# Missa brevis no 5 de Mozart
Spatzenmesse  (Messe des Moineaux)
Pour les articles homonymes, voir Missa Brevis.
La Missa brevis no 5 en do majeur, K. 220/196b, plus connue sous le nom de Spatzenmesse (Messe des Moineaux) est une messe composée par Wolfgang Amadeus Mozart à Salzbourg en 1775, quand il avait dix-neuf ans.

## Surnom
Il s'agit d'une missa brevis, qui doit son curieux surnom au fait que dans le Sanctus, au début du « Pleni sunt cœli et terra », les violons interprètent une petite cellule rythmique avec une appoggiature inférieure fa dièse-sol qui peut faire penser au gazouillis des moineaux.

## Structure
L'œuvre comporte six mouvements, qui suivent l'ordre traditionnel de la messe:
1. Kyrie (Allegro, en do majeur, à , 38 mesures)
2. Gloria (Allegro, en do majeur, à 
, 113 mesures)
3. Credo (Allegro, en do majeur, à , 76 mesures)
—Et incarnatus est... (Andante (mesure 25), en do majeur)
—Et resurrexit... (Allegro (mesure 35), en do majeur)
4. Sanctus (Andante, en do majeur, à 
, 20 mesures)
—Pleni sunt coeli et terra... (Allegro (mesure 8), en do majeur, à , avec les appogiatures des violons « les moineaux »)
5. Benedictus (Andante, en sol majeur, à , 43 mesures)
—Hosanna in excelsis... (Allegro (mesure 32), en do majeur, à )
6. Agnus Dei (Adagio, en do majeur, à 
, 70 mesures)
—Dona nobis pacem... (Allegro (mesure 46), en do majeur, à )

## Instrumentation
La messe est écrite pour quatre voix (soprano, alto, ténor et basse), chœur SATB, trois trombones, 2 trompettes en do, violons I et II, basse continue, timbales (en do et sol).